# زركونيا مكعبة

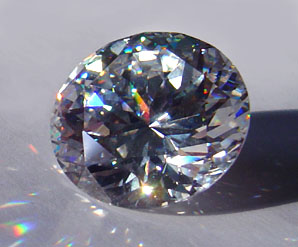
زركونيا مكعبة مصقولة على هيئة برلنت.

الزركونيا المكعبة أو البنية الزركونية المكعبة هي بنية بلورية مكعبة مميزة لثنائي أكسيد الزركونيوم ZrO2، المعروف أيضاً باسم زركونيا، وأحياناً بشكل شائع تحت اسم زركون، رغم أن الزركون علمياً ذو تركيب كيميائي مختلف، فهو سيليكات الزركونيوم ZrSiO4.
تمتاز الزركونيا ببنية مكعبة شبيهة ببنية الألماس المكعبة، لذلك تستخدم أحياناً بديلاً منخفض الثمن عن الألماس، خاصة في مجال صناعة المجوهرات. اكتشفت هذه الخاصة للزركونيا من العالمين الألمانيين شتاكلبيرغ Stackelberg وشودوبا Chudoba في سنة 1937 أثناء أبحاثهما على معدن الزركون.